# مانويل خيمينيز غونزاليس
مانويل خيمينيز غونزاليس (بالإسبانية: Manuel Jiménez González)‏ هو لاعب كرة قدم ومدرب كرة قدم إسباني، ولد في 12 سبتمبر 1960 في مادريغاليخو في إسبانيا. لعب مع خوفا اسبانيول.